# Raimund Schulz
Raimund Schulz (* 26. Januar 1962 in Hildesheim) ist ein deutscher Althistoriker, der seit 2008 als Professor an der Universität Bielefeld lehrt.

## Laufbahn
Nach dem Ersten Staatsexamen an der Universität Göttingen 1988 war Schulz wissenschaftlicher Mitarbeiter an der Technischen Universität Berlin, wo er 1991 mit einer Arbeit über das spätrömische Völkerrecht promoviert wurde. Von 1993 bis 1999 war er an der TU Berlin wissenschaftlicher Assistent und habilitierte sich dort 1996 mit einer Arbeit über römische Provinzialherrschaft in der Republik. 2001 legte er das Zweite Staatsexamen ab und war ab 2004 am Gymnasium Himmelsthür als Lehrer tätig. Zugleich war Schulz Lehrbeauftragter an den Universitäten Hannover (2001 bis 2003) und Hildesheim (2004/2005) sowie ab 2003 außerplanmäßiger Professor an der TU Berlin. 2008 nahm er den Ruf auf eine Professur für Alte Geschichte an die Universität Bielefeld an. Einen Ruf auf eine fachdidaktische Professur an der PH Ludwigsburg lehnte er ab.

## Forschung
Schon vor seiner Berufung entfaltete Schulz eine rege Publikationstätigkeit, die inzwischen rund 100 Aufsätze sowie einige mehrfach aufgelegte Monographien zur römischen und griechischen Geschichte umfasst. Mit der Übernahme der Bielefelder Professur intensivierte er diese Publikationstätigkeit noch einmal und griff nun auch Themen auf, welche die gesamte Antike umfassten (etwa „Feldherrn, Krieger und Strategen“ zum Krieg in der Antike). 2017 erhielt Schulz für sein Buch „Abenteurer der Ferne. Die großen Entdeckungsfahrten und das Weltwissen der Antike“ den Forschungspreis Geographie und Geschichte der Frithjof-Voss-Stiftung; das Werk fand nicht nur in Fachkreisen größere Aufmerksamkeit.  Positiv aufgenommen wurde auch das 2025 publizierte Werk „Welten im Aufbruch. Eine Globalgeschichte der Antike“, das die Geschichte Eurasiens von ca. 1500 v. bis 400 n. Chr. als einen Raum interagierender, sich vernetzender und gegenseitig beeinflussender Zivilisationen beschreibt und auch die früher als bloße „Randkulturen“ disqualifizierten Ethnien (insbesondere Nomaden) als eigenständige Akteure würdigt. Es bildet in gewissem Sinne die Summe seiner bisherigen Forschungen und wird inzwischen in mehrere Fremdsprachen (u. a. Englisch, Italienisch, Spanisch, Chinesisch, Koreanisch) übersetzt.
Fachhistorische Arbeitsschwerpunkte von Schulz sind Seefahrt, Krieg, Herrschaft sowie Weltgeschichte der Antike. Neben seinen genuin althistorischen Interessen beschäftigt sich Schulz spätestens seit seiner fünfjährigen Tätigkeit als Gymnasiallehrer und Fachseminarleiter immer wieder mit fachdidaktischen Problemen und Fragestellungen, und er hat auch hierzu eine große Zahl Aufsätze in Fachzeitschriften und Sammelbänden publiziert. Zudem lieferte er Kapitel zu Schulbüchern der Sek-1 (Geschichte und Geschehen) und verfasste (zusammen mit Werner Dahlheim) für die Sek-2 (Oberstufe) einen eigenständigen Band zur griechisch-römischen Antike in der „Historisch-Politische Weltkunde“ (2006). Für den akademischen Unterricht erarbeitete er das inzwischen viel benutzte Buch „Die Perserkriege“ (De Gruyter 2017) sowie (zusammen mit Uwe Walter) eine zweibändige Darstellung der griechischen Geschichte in Archaik und Klassik.

## Schriften
- Die Entwicklung des römischen Völkerrechts im vierten und fünften Jahrhundert n. Chr. (= Hermes Einzelschriften. Heft 61). Franz Steiner, Stuttgart 1993, ISBN 3-515-06265-3.
- Herrschaft und Regierung. Roms Regiment in den Provinzen in der Zeit der Republik. Schöningh, Paderborn 1997, ISBN 3-506-78207-X.
- Athen und Sparta. Wissenschaftliche Buchgesellschaft, Darmstadt 2003, ISBN 3-534-15493-2; 2. Auflage 2005, ISBN 3-534-15493-2; 3. Auflage 2008, ISBN 978-3-534-15493-7; 4. Auflage 2011, ISBN 978-3-534-24258-0; 5. Auflage 2015, ISBN 978-3-534-26678-4.
- Die Antike und das Meer. Primus-Verlag, Darmstadt 2005, ISBN 3-89678-261-4.
- Kleine Geschichte des antiken Griechenland. Reclam, Stuttgart 2008, ISBN 978-3-15-010679-2; Neuausgabe 2010, ISBN 978-3-15-018777-7; 3. Auflage 2023, ISBN 978-3-15-014255-4.
- Feldherren, Krieger und Strategen. Krieg in der Antike von Achill bis Attila. Klett-Cotta, Stuttgart 2012, ISBN 978-3-608-94768-7; 3. Auflage 2018, ISBN 978-3-608-96349-6.
- Die Römische Republik (Kompaktwissen Geschichte). Reclam, Stuttgart 2014, ISBN 978-3-15-017080-9.
- Abenteurer der Ferne. Die großen Entdeckungsfahrten und das Weltwissen der Antike. Klett-Cotta, Stuttgart 2016, ISBN 978-3-608-94846-2.
  - Polnische Übersetzung: Łowcy przygód w dalekich krainach. Wielkie pionierskie podróże i wiedza antyku o świecie. Państwowy Instytut Wydawniczy, Warschau 2020, ISBN 978-83-8196-162-2.
  - Italienische Übersetzung: Avventurieri in terre lontane. I grandi viaggi esplorativi e la comprensione del mondo nell'antichità. Keller, Rovereto 2022, ISBN 979-12-5952-006-7.
  - Englische Übersetzung: To the Ends of the Earth. How Ancient Conquerors, Explorers, Scientists, and Traders connected the World. Oxford University Press, Oxford 2024, ISBN 978-0-19-766802-3.
- Die Perserkriege. De Gruyter Oldenbourg, Berlin/Boston 2017, ISBN 978-3-11-044259-5.
- Als Odysseus staunte. Die griechische Sicht des Fremden und das ethnographische Vergleichen von Homer bis Herodot (= Studien zur alten Geschichte. Band 29). Vandenhoeck & Ruprecht, Göttingen 2020, ISBN 978-3-946317-68-5.
- mit Uwe Walter: Griechische Geschichte ca. 800–322 v. Chr. 2 Bände. De Gruyter, Berlin/Boston 2022, ISBN 978-3-11-078272-1.
- Die Antike und das Meer. Von Händlern, Söldnern und Piraten. WBG Theiss, Freiburg 2024, ISBN 978-3-534-61014-3.
- Welten im Aufbruch. Eine Globalgeschichte der Antike. Klett-Cotta, Stuttgart 2025, ISBN 978-3-608-98803-1.